# Gian-Carlo Pascutto
Gian-Carlo Pascutto (nacido en 1982) es un programador informático belga. Es el creador del motor de ajedrez Sjeng y programas Go Leela, y el creador original del programa de Go gratuito y de código abierto Leela Chess Zero.
Se graduó de Hogeschool Gent en el año 2006, y ha trabajado como ingeniero de plataformas móviles para Mozilla Corporation desde el año 2011.
Pascutto es natural de Ninove. Está casado y tiene dos hijos.